# Neova
Neova är ett svenskt bioenergiföretag med en omsättning om cirka 1,4 miljarder kronor för år 2008. 
I sortimentet finns bland annat pellets, oförädlade trädbiprodukter och torv. Bland kunderna återfinns såväl stora värmeverk och industrier som villaägare. Neova har sitt huvudkontor i Hudiksvall med regionkontor i Jönköping, Stockholm, Gävle och Örebro. Företaget tillverkar idag cirka 300 000 ton pellets per år, fördelat på fyra pelletsfabriker. Neova producerar även bränsle på 65 torvtäkter och 20 trädbränsleterminaler samt jord i tre fabriker. Dessutom ingår 22 värmeproduktionsanläggningar för industri och fjärrvärmenät i bolaget.
Neova AB ägs av den finska koncernen Neova Group som i sin tur ägs till 50,1 procent av den finska staten och 49,9 procent av Suomen Energiavarat Oy (ett bolag ägt av flera finska kommunala värmeverk). Neova Group är världens största pelletstillverkare med en kapacitet på över 900 000 ton per år.[källa behövs]